# Argumento (análisis complejo)

Un número complejo puede ser visualmente representado como un punto localizado en el plano complejo. El valor del ángulo es el argumento del número complejo.

El argumento, abreviado como «arg», de un número complejo {\displaystyle z} es el ángulo comprendido entre el eje real positivo del plano complejo y la línea que une {\displaystyle z} con el origen de dicho plano.

## Definición
- Geométrica: Sea {\displaystyle z=x+yi} un número complejo. Interpretando este número como un punto en el plano complejo se tiene que sus coordenadas son {\displaystyle (x,y)}. Tomando los puntos {\displaystyle (0,0)}, {\displaystyle (x,0)} y {\displaystyle (x,y)} y uniéndolos, se obtiene un triángulo rectángulo. De esta manera, el argumento es el ángulo formado por la línea que pasa por {\displaystyle (0,0)} y {\displaystyle (x,y)} y el eje real en el sentido de giro contrario a las agujas de reloj.
- Algebraica: Usando la fórmula de Euler:

{\displaystyle e^{i\phi }=\cos \phi +i\,\operatorname {sen} \,\phi }

y las razones trigonométricas para el seno y el coseno:

{\displaystyle {\begin{array}{lcr}x&=&r\cos \phi \\y&=&r\,\operatorname {sen} \,\phi \end{array}}}

podemos establecer la siguiente relación:

{\displaystyle z=x+iy=r\cos \phi +i\,r\,\operatorname {sen} \,\phi =r\,e^{i\phi }}

siendo

{\displaystyle |z|=r\,}

el módulo de {\displaystyle z} y 

{\displaystyle \arg(z)=\phi \,}

el argumento.
En ambos casos, la forma de calcular el argumento de un número complejo expresado en forma binomial es:

{\displaystyle \phi =\arg(z)=\arctan \left({\frac {y}{x}}\right)}

Esta definición, en principio, es un tanto débil, puesto que la imagen de la función arcotangente está acotada en el intervalo (-π/2,π/2), y para valores de x negativos tomando como referencia el eje real y el sentido de giro contrario a las agujas de reloj, arrojaría valores mayores que π/2 (menores que -π/2), que salen fuera del intervalo de imagen de la función arcotangente. Aun así, hay una forma sencilla de salvar este problema sumando π o -π convenientemente, para obtener el valor correcto de argumento en cada uno de los cuatro cuadrantes, por lo que este método para calcularlo es el más ampliamente utilizado.
Además, el valor del argumento de un número complejo (distinto de cero) no es único, sino que tiene múltiples valores, como se puede observar en la definición geométrica, haciendo girar el ángulo formado 2πn radianes en cualquiera de los dos sentidos de giro, así como en la definición algebraica, debido a la periodicidad de las funciones seno y coseno. Una definición más rigurosa es la siguiente:

{\displaystyle \arg {z}=\{\operatorname {Arg} z+2\pi n:n\in \mathbb {Z} \}}.

donde Arg z es el valor principal del argumento.

## Valor principal

Dos elecciones para el argumento φ de un número complejo

Dado que una rotación completa alrededor de 0 deja a un número complejo sin cambios, existen múltiples opciones que puede tomar como valor φ, formando un conjunto de valores. Se denomina valor principal del argumento al valor de este que está contenido dentro del intervalo (−π, π], que va desde el valor −π a π radianes, excluyendo el primero, incluyendo el segundo (−180 a +180 grados sexagesimales), de manera que:
{\displaystyle \operatorname {Arg} :\mathbb {C} \backslash \{0\}\to (-\pi ,\pi ]}

### Cálculo del valor principal
El valor principal de un número complejo genérico {\displaystyle z=x+yi\,} (siendo x=Re(z) e y=Im(z)) viene dado por la siguiente expresión:
{\displaystyle \phi =\operatorname {Arg} (z)=\operatorname {atan2} (y,x)}
donde atan2(y,x) es la función arcotangente definida para los cuatro cuadrantes:
{\displaystyle \operatorname {atan2} (y,x)={\begin{cases}\arctan \left({\frac {y}{x}}\right)&\qquad x>0\\\arctan \left({\frac {y}{x}}\right)+\pi &\qquad y\geq 0,x<0\\\arctan \left({\frac {y}{x}}\right)-\pi &\qquad y<0,x<0\\+{\frac {\pi }{2}}&\qquad y>0,x=0\\-{\frac {\pi }{2}}&\qquad y<0,x=0\\{\text{indefinido}}&\qquad y=0,x=0\end{cases}}}
O también: {\displaystyle \operatorname {atan2} (y,x)={\frac {\pi }{2}}\operatorname {sgn}(y)-\arctan \left({\frac {y}{x}}\right),\;\forall \left(x,y\right)\in \mathbb {R} ^{2}-\{\left(x,y\right)|x=0\}}. Siendo:
{\displaystyle \operatorname {sgn}(y)={\begin{cases}1\qquad y\geq 0\\-1\qquad y<0\\\end{cases}}}
la función signo.
Aunque la función atan2(y,x) es muy práctica porque está implementada en muchos lenguajes de programación, así como en el excel. Para realizar los cálculos con calculadora puede deducirse de la fórmula del ángulo mitad {\displaystyle tan\left({\frac {\alpha }{2}}\right)={\frac {sen\alpha }{1+cos\alpha }}={\frac {|z|sen\alpha }{|z|+|z|cos\alpha }}={\frac {Im(z)}{|z|+Re(z)}}} quedando así la función:
{\displaystyle \operatorname {Arg} (z)={\begin{cases}2\arctan \left({\frac {Im(z)}{|z|+Re(z)}}\right)&\qquad z\not \in \mathbb {R} ^{-}\\\pi &\qquad z\in \mathbb {R} ^{-}\end{cases}}}
Hay que destacar que se ha escogido el ángulo {\displaystyle 0\,rad} para el número 0 para poder trabajar con dicho número, ya que el ángulo no afecta a las operaciones con 0.